# Patrick Friesacher
Patrick Friesacher (Wolfsberg, 26 settembre 1980) è un ex pilota automobilistico austriaco.

## Carriera
Ha cominciato nel 1999 nella F3 francese, ha proseguito in quella tedesca nel 2000 per poi partecipare al campionato di Formula 3000 dal 2001 al 2004, cogliendo due vittorie e giungendo due volte quinto nella classifica finale. Nel 2005 ha esordito in Formula 1 con la Minardi, con la quale non ha ottenuto particolari risultati a parte il 6º posto al Gran Premio degli Stati Uniti, disputato però da sole sei vetture. Poco dopo metà stagione, ha dovuto cedere il suo volante per problemi di sponsorizzazioni a cui era legato il suo ingaggio ed è stato sostituito da Robert Doornbos. Conclusa l'avventura in Formula 1, ha poi gareggiato in alcune gare dell'A1 Grand Prix per la squadra austriaca senza riuscire ad emergere. Nel 2008 prende parte al campionato ALMS nella classe GT2 con una Ferrari F430 del team Risi Competizione. Friesacher ha debuttato all'Acura Sports Car Challenge di St. Petersburg, un evento sprint tenutosi in una strada della città. Ha perso parte della stagione a causa del suo infortunio alla schiena subito durante una sessione di test dell'A1 Grand Prix a Magny-Cours causato dal cedimento della sospensione. Da lì in poi, non ha più partecipato a nessuna gara.

## Risultati in Formula 1
| 2005 | Scuderia | Vettura      |    |     |    |     |     |     |    |     |   |     |    |  |  |  |  |  |  |  |  | Punti | Pos. |
| ---- | -------- | ------------ | -- | --- | -- | --- | --- | --- | -- | --- | - | --- | -- |  |  |  |  |  |  |  |  | ----- | ---- |
| 2005 | Minardi  | PS04B / PS05 | 17 | Rit | 12 | Rit | Rit | Rit | 18 | Rit | 6 | Rit | 19 |  |  |  |  |  |  |  |  | 3     | 21º  |

| Legenda | 1º posto     | 2º posto | 3º posto    | A punti         | Senza punti/Non class.  | Grassetto – Pole position Corsivo – Giro più veloce |
| Legenda | Squalificato | Ritirato | Non partito | Non qualificato | Solo prove/Terzo pilota | Grassetto – Pole position Corsivo – Giro più veloce |